# Floating widget

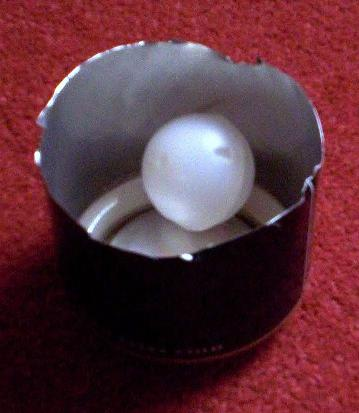
Eine aufgeschnittene Dose Guinness mit Floating Widget

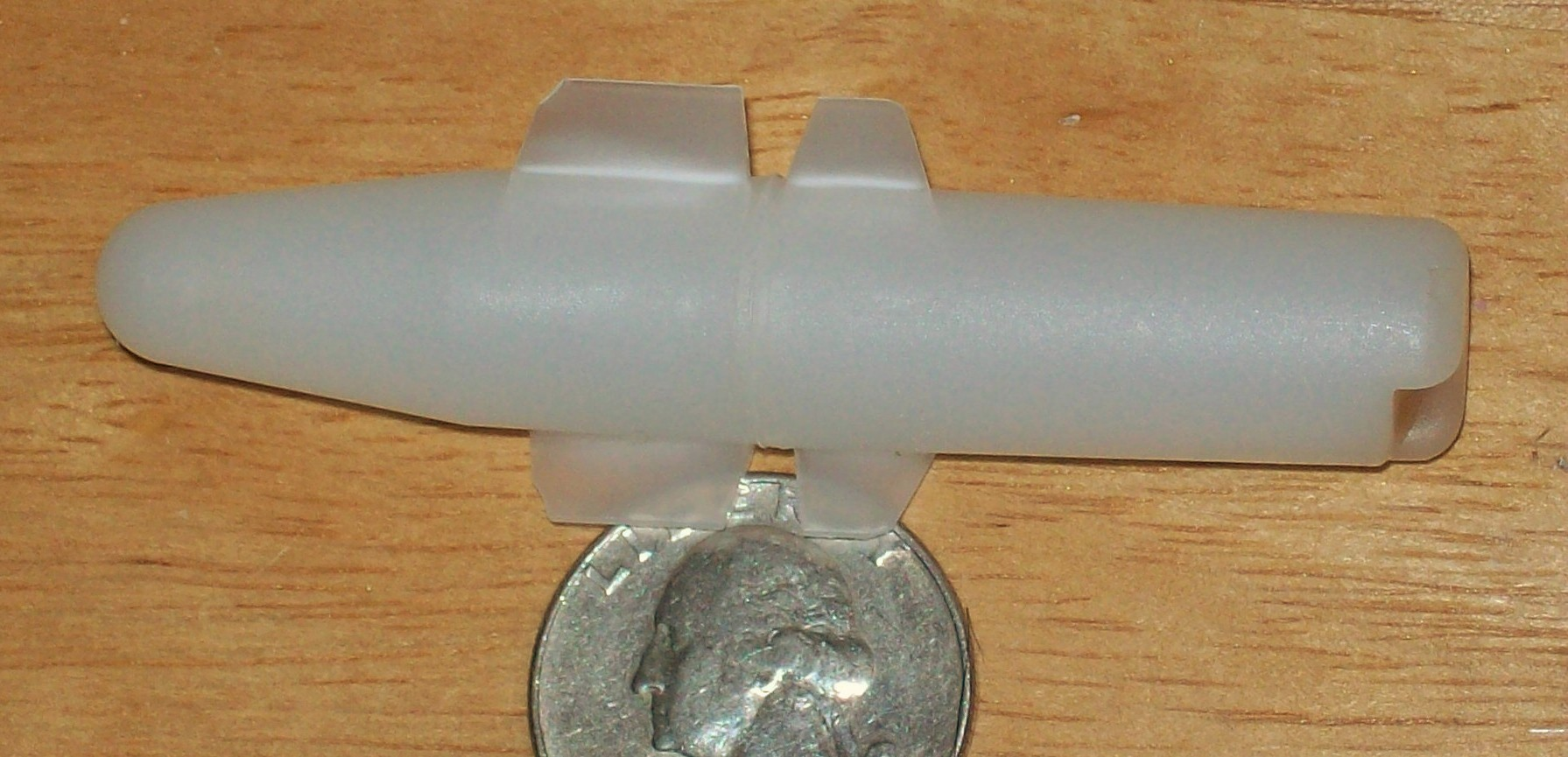
Ein Rocket Widget, wie es in Bierflaschen verwendet wird

Floating Widget ist eine Abfüllmethode für Dosenbier, die für eine Schaumbildung wie bei frisch gezapften Fassbieren sorgen soll. 
Das "Widget" ist eine ca. 3 cm große, hohle Plastikkugel, die mit zwei Löchern versehen ist. Neuerdings findet man Kugeln mit 6 Löchern. Durch das größere Loch wird die Kugel im Herstellungsprozess mit Stickstoff unter hohem Druck befüllt, und dann versiegelt in die Dose gegeben. Auch die Dose selbst wird im Abfüllungsprozess mit einem kleinen Überdruck gegenüber der normalen Atmosphäre versehen. Das kleinere Loch im Widget stellt nun eine Sollbruchstelle dar, die so dimensioniert ist, dass sie den Stickstoff freigibt, sobald die gesamte Dose geöffnet wird, aber noch dicht hält, solange die Dose geschlossen ist und etwas mehr Druck als die normale Atmosphäre hat.
Beim Öffnen fällt der Druck in der Dose, die Sollbruchstelle am Widget öffnet sich, und der Stickstoff entweicht innerhalb weniger Sekunden aus dem kleinen Loch des Widgets, das sich nun durch die Dose bewegt. Dadurch wird viel cremiger Schaum produziert. Das Bier sollte sofort nach dem Öffnen in ein Glas eingeschenkt werden, weil es wegen der Schaumbildung sonst leicht überläuft.
Floating Widgets sind vor allem in Dosen der irischen Marken Guinness und Kilkenny, aber auch in vielen anderen Dosen irischer, britischer oder französischer Produktion zu finden.
Für Flaschenbiere gibt es Rocket Widgets, um einen vergleichbaren Effekt zu erreichen.